# Shakhriyar Mamedyarov
Shakhriyar Mamedyarov (en azéri : Şəhriyar Həmid oğlu Məmmədyarov), né le 12 avril 1985 à Sumqayıt en Azerbaïdjan, est un des meilleurs joueurs d'échecs mondiaux, grand maître international depuis 2002.
Au mois de septembre 2018, son classement Elo s'élevait à 2 820 points. Il s'agit du 6e classement le plus haut de l'histoire.
Mamedyarov a remporté le championnat du monde de rapides en 2013 devant Ian Nepomniachtchi et a été sacré deux fois champion du monde junior (2003 et 2005). Il est également double champion d'Azerbaïdjan (2001 et 2002). Par ailleurs, son palmarès compte de nombreux tournois internationaux, dont le festival d'échecs de Bienne 2018 auquel il termine à la première place, devant le champion du monde Magnus Carlsen. Enfin, il remporte le Grand Prix FIDE 2017 ce qui lui a permis de se qualifier au tournoi des candidats 2018 où il finit à la seconde place derrière Fabiano Caruana. 

## Biographie et carrière

### Enfance
Shakhriyar Mamedyarov est né le 12 avril 1985 à Sumqayıt en Azerbaïdjan. Il est le frère de Zeinab Mamedyarova et Turkan Mamedyarova, toutes deux grand maître international féminin. Son père lui apprend les échecs durant l'été 1993, il est alors âgé de 8 ans.

### Championnat d'Azerbaïjan (1997-2002)
Mamedyarov monte sur la deuxième marche du podium du championnat d'Azerbaïdjan des moins de 12 ans en 1997. Par la suite, en 2000, il remporte à la fois, la catégorie des moins de 16 ans et celle des moins de 18 ans. Les deux années suivantes (2001 et 2002), il est sacré champion d'Azerbaïdjan toutes catégories.

### Champion du monde junior (2003-2005)
Il devient champion du monde junior en 2003 et obtient le titre de Grand Maître à l'âge de 18 ans.
En 2004, Mamedyarov remporte le 6e open de Dubaï et la Coupe du président à Bakou.
Puis, en 2005, il finit deuxième du groupe B du tournoi de Wijk aan Zee derrière Sergueï Kariakine. La même année, il remporte à nouveau le championnat du monde junior avec une côte de performance (en) de 2953, devenant l'unique double champion du monde junior de l'histoire, et il dépasse pour la première fois la barre des 2700,. Mamedyarov réussit à la Coupe d'Europe des clubs d'échecs la deuxième meilleure performance (2913) derrière Vassili Ivantchouk. Parallèlement, il étudie à l'université de Sumqayit où il termine 23e mais décide de poursuivre une carrière professionnelle de joueur d'échecs.

### Tournois internationaux (2006-2007)

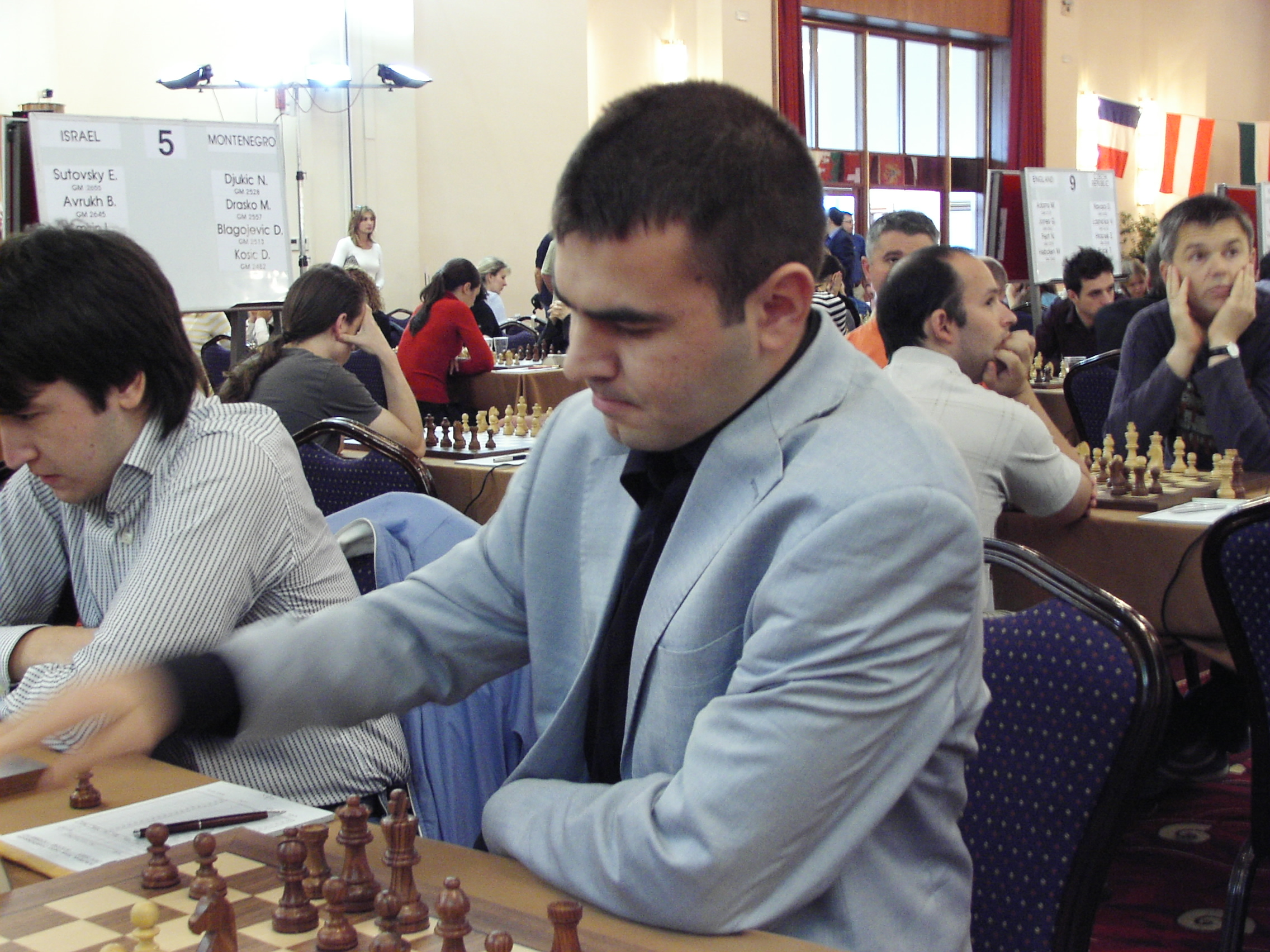
Mamedyarov en 2007.

Mamedyarov commence l'année 2006 en partageant la première place de l'Open d'Aeroflot à Moscou avec les grands maîtres Baadur Jobava, Viktor Bologan et Krishnan Sasikiran. L'année se poursuit avec sa victoire au festival d'échecs de Hoogeveen au départage devant Judit Polgar, Veselin Topalov et Ivan Sokolov ce qui le propulse de la 12e à la 4e place mondiale.
Il remporte de nouveau le tournoi de Hoogeveen en 2007. Lors du tournoi Mtel Masters 2007, il échoue à un demi-point du vainqueur (Topalov), à égalité avec Gata Kamsky, Liviu-Dieter Nisipeanu et Sasikiran, et devant Michael Adams. Toujours en 2007, il finit à la dixième place du Championnat du monde de blitz.
L'année suivante, il obtient le score de 7,5/13 au Grand Prix de Bakou à un demi-point des vainqueurs (Wang Yue, Magnus Carlsen et Vugar Gashimov). Mamedyarov bat Carlsen, l'actuel champion du monde, durant ce tournoi contre la défense ouest-indienne.

### Grand Prix FIDE et Championnat du monde de blitz (2008-2010)

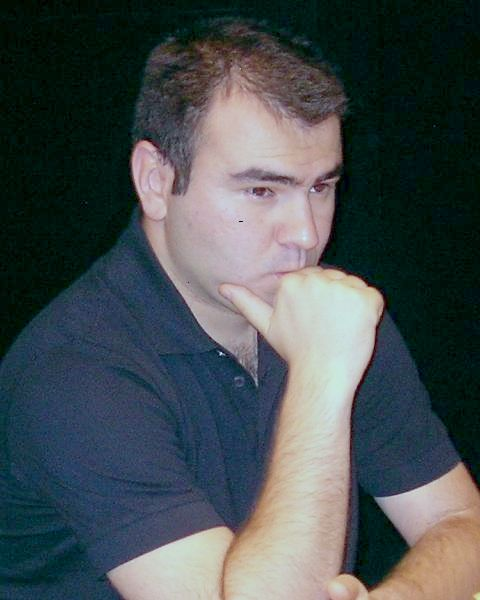
Mamedyarov à Dortmund en 2010.

Mamedyarov s'impose au niveau mondial en finissant huitième du classement général du Grand Prix FIDE 2008-2010 grâce à sa cinquième place au tournoi de Bakou, sa cinquième place ex æquo au tournoi d'Elista et sa deuxième place ex æquo au tournoi d'Astrakhan.
Lors du tournoi de Dortmund 2008, Mamedyarov finit à un demi-point du vainqueur (Peter Leko) en compagnie de Vassily Ivanchuk, Ian Nepomniachtchi et Jan Gustaffson. Mamedyarov termine à la quatrième place du Tal Memorial 2008 disputé en blitz (à égalité avec Peter Svidler) derrière Vassili Ivanchuk, Vladimir Kramnik et Magnus Carlsen. Il se classe ensuite cinquième au Championnat du Monde de blitz. En 2008, Mamedyarov gagne le Corsican circuit, en battant en finale Sergei Tiviakov.
En 2009, Mamedyarov remporte l'Open d'Ordix. Il obtient une huitième place au Championnat du Monde de blitz. Lors de la Coupe du monde d'échecs 2009, parmi les 128 joueurs, il élimine Alexandra Kosteniouk, Vadim Milov, Wang Hao et Viktor Láznička avant de perdre en quart de finale contre Sergueï Kariakine.
En 2010, il finit à la première place du Mémorial Tal à Moscou avec Levon Aronian et Sergueï Kariakine, et finalement troisième au départage. Mamedyarov finit une nouvelle fois huitième ex æquo au Championnat du Monde de blitz 2010. Il remporte de nouveau le Corsican circuit en 2010 en battant en finale Teimour Radjabov. En 2010, le maître international Goran Antunac le décrit comme un virtuose trouvant toujours les meilleures cases pour chaque pièce.

### Tournoi des candidats (2011)
Lors du tournoi des candidats de 2011, épreuve désignant le challenger au championnat du monde, disputé à Kazan, Mamedyarov est sélectionné par le comité d'organisation. Il est éliminé dès le premier tour (en quarts de finale) face au gagnant du tournoi, Boris Guelfand, sur un score de 1,5 contre 2,5.

### Grand Prix FIDE, Tournoi des candidats et Championnat du monde de rapides (2012-2015)
Mamedyarov remporte deux tournois du Grand Prix FIDE 2012-2013, ceux de Londres en septembre 2012 et Pékin en juillet 2013. Après cette victoire,  il est sixième joueur mondial avec un classement Elo de 2 775 points. Grâce à ces résultats, il termine deuxième du classement général du Grand Prix FIDE et est qualifié pour le tournoi des candidats de 2014 qui sélectionne le challenger pour le Championnat du monde d'échecs 2014. En même temps, il partage la troisième place avec Veselin Topalov du Championnat du monde de rapides en 2012, derrière Sergueï Kariakine et Magnus Carlsen. Puis il conquiert le titre de champion du monde de rapides en 2013. Également, il remporte la Coupe d'Europe des clubs d'échecs par équipes avec le club de Bakou en 2012 et 2014. Il a représenté l'Azerbaïdjan lors de neuf olympiades de 2000 à 2018, remportant la médaille d'or individuelle à l'Olympiade d'échecs de 2012.
Finalement, en 2014, il finit troisième ex æquo (quatrième après départages aux côtés de Vladimir Kramnik et Dmitri Andreïkine) du tournoi des candidats de Khanty-Mansiïsk remporté par Viswanathan Anand. En 2014, il remporte également le Mémorial Tal au format blitz. Enfin, il finit sixième lors du Grand Prix FIDE 2014-2015.

### Depuis 2016
En 2016, Mamedyarov est l'un des quatre secondants de Sergueï Kariakine au championnat du monde d'échecs 2016.
En 2016, Mamedyarov s'impose au Mémorial Gashimov à Chamkir, dépassant au départage Fabiano Caruana.
Il remporte de nouveau l'épreuve en 2017 avec un demi-point d'avance sur ses poursuivants. Mamedyarov partage avec Aleksandr Grichtchouk et Maxime Vachier-Lagrave la première place du Grand Prix de Charjah 2017, devant, entre autres, Hikaru Nakamura, Ian Nepomniachtchi, et bien d'autres Grands Maîtres. Il se classe deuxième du Grand Prix de Moscou derrière Ding Liren. De plus, il remporte de nouveau la Coupe d'Europe des clubs d'échecs, cette fois avec le club d'Antalya. En 2017 il devient le douzième joueur de l'histoire à atteindre la barre des 2 800 points Elo.
Ses performances dans les événements de Charjah, Moscou et Genève lui valent la première place du Grand Prix FIDE 2017, synonyme de qualification au tournoi des candidats 2018 de Berlin. Mamedyarov y réalise sa meilleure performance avec un score de 8/14 qui le hisse à la deuxième place avec Sergueï Kariakine, et derrière le vainqueur du tournoi, Fabiano Caruana.
Lors du festival d'échecs de Bienne 2018, Mamedyarov signe un prestation de haut vol avec 7,5/10, lui assurant une marge de 1,5 point sur ses concurrents Magnus Carlsen, Maxime Vachier-Lagrave, Peter Svidler, David Navara et Nico Georgiadis. Par ailleurs, il remporte la partie lors de sa confrontation avec le champion du monde, Magnus Carlsen. Au mois de septembre de la même année, son classement Elo s'élevait à 2 820 points, soit le 6e classement le plus haut de l'histoire.
Mamedyarov remporte le Grand Prix de Riga 2019, tournoi à élimination directe de 16 joueurs où il bat Maxime Vachier-Lagrave en finale. Il finit quatrième du classement général du Grand Prix FIDE 2019.
En juin 2021, il finit seul premier du Superbet Romania Chess Classic à Bucarest, premier tournoi du Grand Chess Tour 2021.

### Compétitions par équipe
Lors du championnat du monde d'échecs par équipes de 2010, Mamedyarov remporta la médaille d'or individuelle au quatrième échiquier et l'équipe d'Azerbaïdjan finit quatrième de la compétition.
Il a participé à tous les championnats d'Europe par équipes de 2001 à et 2019. En 2009, 2013 et 2017, l'équipe de l'Azerbaïdjan fut championne d'Europe d'Échecs par équipe et Mamedyarov jouait au premier échiquier en 2013, à Varsovie, et en 2017.

### Coupes du monde
Mamedyarov a participé à toutes les coupes du monde depuis 2005.
| Année | Lieu                                | Résultat                            | Ultime adversaire      | Adversaires battus                                          |
| ----- | ----------------------------------- | ----------------------------------- | ---------------------- | ----------------------------------------------------------- |
| 2004  | Tripoli (championnat du monde FIDE) | troisième tour                      | Liviu-Dieter Nisipeanu | Valeri Neverov Smbat Lputian                                |
| 2005  | Khanty-Mansiïsk (coupe du monde)    | deuxième tour                       | Ievgueni Naïer         | Nurlan Ibraev                                               |
| 2007  | Khanty-Mansiïsk (coupe du monde)    | troisième tour                      | Ivan Chéparinov        | Khaled Abdel Razik, Zdenko Kožul                            |
| 2009  | Khanty-Mansiïsk (coupe du monde)    | quart de finale (cinquième tour)    | Sergueï Kariakine      | Alexandra Kosteniouk, Vadim Milov Wang Hao, Viktor Láznička |
| 2011  | Khanty-Mansiïsk (coupe du monde)    | troisième tour                      | Yaroslav Jereboukh     | Hatim Ibrahim, Daniel Fridman                               |
| 2013  | Tromsø                              | quatrième tour (huitième de finale) | Gata Kamsky.           | Samy Shoker, Maksim Matlakov, Wei Yi                        |
| 2015  | Bakou                               | quart de finale (cinquième tour)    | Sergueï Kariakine      | Pouya Idani, Hou Yifan, S. P. Sethuraman Fabiano Caruana    |
| 2017  | Tbilissi                            | deuxième tour                       | Youriï Kouzoubov       | Liu Guanchu                                                 |
| 2019  | Khanty-Mansiïsk                     | quatrième tour (huitième de finale) | Teimour Radjabov       | Fy Antenaina Rakotomaharo, Rustam Qosimjonov, Eltaj Safarli |
| 2021  | Sotchi                              | troisième tour                      | Haïk Martirossian      | Krikor Mekhitarian je                                       |
| 2023  | Bakou                               | deuxième tour                       | Tin Jingyao            |                                                             |

## Une partie
Friso Nijboer - Mamedyarov, Wijk aan Zee, 2005, Sicilienne Najdorf
1. e4 c5 2. Cf3 d6 3. d4 cxd4 4. Cxd4 Cf6 5. Cc3 a6 6. Fe3 e5 7. Cb3 Fe6 8. f3 Fe7 9. Dd2 0-0 10. 0-0-0 Dc7 11. g4 Cbd7 12. Rb1 b5 13. g5 Ch5 14. Cd5 Fxd5 15. exd5 Cb6 16. Tg1 Tab8 17. h4 g6 18. f4 Cxf4 19. Fxf4 exf4 20. Dxf4 Tfe8 21. h5 Ff8 22. hxg6 hxg6 23. Th1 Fg7 24. Dh4 Ca4 25. Td4 Tbc8 26. Fd3 Te2?! 27. Fxg6 Rf8 28. Tf1 Txc2 29. Df4? (dans leur ouvrage Champions of the New Millenium, Ľubomír Ftáčnik, Danny Kopec (en) et Walter Browne indiquent la variante suivante à l'avantage des Blancs: 29. Td2 Txd2 30. Cxd2 Fxb2 31. Cc4 Fg7 32. Dh3) 29...Txb2+ 30. Ra1 Tg2 31. De3 Te8 32. Dd3 Tee2 33. Fxf7 Txa2+ 34. Rb1 0-1.